# Брусник, Дмитрий Яковлевич
Дмитрий Яковлевич Брусник (5 ноября 1924, с. Анновка, Урицкий район — 11 декабря 2024, Костанай) — советский хозяйственный, государственный и политический деятель.

## Биография
Родился в 1924 году в селе Анновка. Член КПСС.
Участник Великой Отечественной войны. С 1947 года — на хозяйственной, общественной и политической работе. В 1947—1996 гг. — хозяйственный и партийный работник в Кустанайской области, председатель сельсовета села Анновка, секретарь райисполкома, первый секретарь Урицкого райкома КП Казахстана, председатель Кустанайского облсовпрофа, председатель Кустанайского областного отделения Совета ветеранов войны и труда.
Избирался депутатом Верховного Совета Казахской ССР 7-го и 12-го созывов.
Заслуженный работник сельского хозяйства Казахской ССР.
Проживал в Костанае.
Скончался 11 декабря 2024 года в возрасте 100 лет.